# Саніно (платформа, Київський напрямок МЗ)
Саніно (рос. Санино) — зупинний пункт Київського напрямку МЗ та маршруту  МЦД-4. , що знаходиться на території Марушкинського поселення Новомосковського округу міста Москви на дільниці між пунктами зупинок Кокошкіно і Крекшино. Відкрито 11 березня 2020. Прямої пішохідної та автомобільної дороги в бік села Саніно та хутора Саніно не має.